# Білка (притока Серету)
Бі́лка — річка в Україні, в межах Сторожинецького району Чернівецької області. Ліва притока Серету (басейн Дунаю).

## Опис
Довжина 14 км, площа водозбірного басейну 51,6 км². Похил річки 2,6 м/км. Річка рівнинного типу — з широкою та неглибокою долиною. Річище слабозвивисте. 

## Розташування
Білка бере початок на південь від села Дібрівка. Протікає між  Чернівецькою височиною та Сторожинецьким пасмом. Тече переважно на південний схід. Впадає до Серету неподалік від північно-західної околиці міста Сторожинця.